# Echipa națională de fotbal a Țării Galilor
Echipa națională de fotbal a Țării Galilor reprezintă Țara Galilor în competițiile internaționale inter-țări. Responsabilitatea alcătuirii acestei echipe aparține Asociației de fotbal a Țării Galilor.

## Participări la turneele finale

### Campionatul Mondial de Fotbal
| Țară(i) gazdă / An | Runda                 | Poziția               | MJ                    | V                     | E*                    | Î                     | GM                    | GP                    |
| ------------------ | --------------------- | --------------------- | --------------------- | --------------------- | --------------------- | --------------------- | --------------------- | --------------------- |
| 1930 – 1938        | Nu a fost membru FIFA | Nu a fost membru FIFA | Nu a fost membru FIFA | Nu a fost membru FIFA | Nu a fost membru FIFA | Nu a fost membru FIFA | Nu a fost membru FIFA | Nu a fost membru FIFA |
| 1950 – 1954        | Nu s-a calificat      | Nu s-a calificat      | Nu s-a calificat      | Nu s-a calificat      | Nu s-a calificat      | Nu s-a calificat      | Nu s-a calificat      | Nu s-a calificat      |
| 1958               | Sferturi              | 5                     | 5                     | 1                     | 3                     | 1                     | 4                     | 4                     |
| 1962 – 2018        | Nu s-a calificat      | Nu s-a calificat      | Nu s-a calificat      | Nu s-a calificat      | Nu s-a calificat      | Nu s-a calificat      | Nu s-a calificat      | Nu s-a calificat      |
| 2022               | Faza grupelor         | 30                    | 3                     | 0                     | 1                     | 2                     | 1                     | 6                     |
| Total              | 2/22                  | Locul 5               | 8                     | 1                     | 4                     | 3                     | 5                     | 10                    |

| Faza | Naționala | Scor | Adversar | Final |
| ---- | --------- | ---- | -------- | ----- |

| Grupe | Țara Galilor | 1 - 1 | Statele Unite ale Americii | Remiză     |
| Grupe | Țara Galilor | 0 - 2 | Iran                       | Înfrângere |
| Grupe | Țara Galilor | 0 - 3 | Anglia                     | Înfrângere |

| Grupe    | Țara Galilor | 1 - 1 | Ungaria  | Remiză     |
| Grupe    | Țara Galilor | 1 - 1 | Mexic    | Remiză     |
| Grupe    | Țara Galilor | 0 - 0 | Suedia   | Remiză     |
| Play-off | Țara Galilor | 2 - 1 | Ungaria  | Victorie   |
| Sferturi | Țara Galilor | 0 - 1 | Brazilia | Înfrângere |

### Campionatul European de Fotbal
| Țară(i) gazdă / An | Runda            | Poziția          | MJ               | V                | E*               | Î                | GM               | GP               |
| ------------------ | ---------------- | ---------------- | ---------------- | ---------------- | ---------------- | ---------------- | ---------------- | ---------------- |
| 1960               | Nu a intrat      | Nu a intrat      | Nu a intrat      | Nu a intrat      | Nu a intrat      | Nu a intrat      | Nu a intrat      | Nu a intrat      |
| 1964 – 2012        | Nu s-a calificat | Nu s-a calificat | Nu s-a calificat | Nu s-a calificat | Nu s-a calificat | Nu s-a calificat | Nu s-a calificat | Nu s-a calificat |
| 2016               | Semifinală       | 3                | 6                | 4                | 0                | 2                | 10               | 6                |
| 2020               | Optimi           | 16               | 4                | 1                | 1                | 2                | 3                | 6                |
| 2024               | Nu s-a calificat | Nu s-a calificat | Nu s-a calificat | Nu s-a calificat | Nu s-a calificat | Nu s-a calificat | Nu s-a calificat | Nu s-a calificat |
| Total              | 2/16             | Locul 3          | 10               | 5                | 1                | 4                | 13               | 12               |

| Faza | Naționala | Scor | Adversar | Final |
| ---- | --------- | ---- | -------- | ----- |

| Grupe  | Țara Galilor | 1 - 1 | Elveția   | Remiză     |
| Grupe  | Țara Galilor | 2 - 0 | Turcia    | Victorie   |
| Grupe  | Țara Galilor | 0 - 1 | Italia    | Înfrângere |
| Optimi | Țara Galilor | 0 - 4 | Danemarca | Înfrângere |

| Grupe      | Țara Galilor | 2 - 1 | Slovacia        | Victorie   |
| Grupe      | Țara Galilor | 1 - 2 | Anglia          | Înfrângere |
| Grupe      | Țara Galilor | 3 - 0 | Rusia           | Victorie   |
| Optimi     | Țara Galilor | 1 - 0 | Irlanda de Nord | Victorie   |
| Sferturi   | Țara Galilor | 3 - 1 | Belgia          | Victorie   |
| Semifinale | Țara Galilor | 0 - 2 | Portugalia      | Înfrângere |

### Meciuri - întâlniri directe
| Naționala    | Meciuri | Victorie | Remiză | Înfrângere      | Adversar  |
| ------------ | ------- | -------- | ------ | --------------- | --------- |
| Țara Galilor |         |          |        |                 |           |
| 1            | 0       | 0        | 1      | Anglia          |           |
| 1            | 1       | 0        | 0      | Belgia          |           |
| 1            | 0       | 0        | 1      | Danemarca       |           |
| 1            | 0       | 1        | 0      | Elveția         |           |
| 1            | 1       | 0        | 0      | Irlanda de Nord |           |
| 1            | 0       | 0        | 1      | Italia          |           |
| 1            | 0       | 0        | 1      | Portugalia      |           |
| 1            | 1       | 0        | 0      | Rusia           |           |
| 1            | 1       | 0        | 0      | Slovacia        |           |
| 1            | 1       | 0        | 0      | Turcia          |           |
| Total        | 10      | 5        | 1      | 4               | 10 echipe |

| Naționala    | Meciuri | Victorie | Remiză | Înfrângere    | Adversar |
| ------------ | ------- | -------- | ------ | ------------- | -------- |
| Țara Galilor |         |          |        |               |          |
| 2            | 1       | 1        | 0      | Ungaria       |          |
| 1            | 0       | 0        | 1      | Anglia        |          |
| 1            | 0       | 0        | 1      | Brazilia      |          |
| 1            | 0       | 0        | 1      | Iran          |          |
| 1            | 0       | 1        | 0      | Mexic         |          |
| 1            | 0       | 1        | 0      | Suedia        |          |
| 1            | 0       | 1        | 0      | Statele Unite |          |
| Total        | 8       | 1        | 4      | 3             | 7 echipe |

## Jucători

### Jucători notabili
Fotbaliști în sala faimei sportului Țării Galilor
| - Ivor Allchurch - Horace Blew - Ronnie Burgess - John Charles |  | - Trevor Ford - Mark Hughes - Bryn Jones |  | - Cliff Jones - Fred Keenor - George Latham |  | - Billy Meredith - Jimmy Murphy - Ivor Powell |  | - Ian Rush - Alf Sherwood - John Toshack |

Fotbaliști în sala faimei sportului englez
- 2002 John Charles
- 2005 Ryan Giggs
- 2006 Ian Rush
- 2007 Mark Hughes, Billy Meredith

Fotbaliști în 100 de legende ale Football League
| - Ivor Allchurch - John Charles |  | - Trevor Ford - Ryan Giggs |  | - Cliff Jones - Billy Meredith |  | - Ian Rush - Neville Southall |

Fotbaliști în PFA Premiership Team of the Year
- Gary Speed (1993)
- Ryan Giggs (1996, 1998, 2001, 2007 și 2009)

### Jucători cu peste 50 de selecții
| - Craig Bellamy - Dai Davies - Simon Davies - Robert Earnshaw | - Ryan Giggs - John Hartson - Barry Horne - Leighton James | - Cliff Jones - Paul Jones - John Mahoney - Mark Pembridge | - David Phillips - Leighton Phillips - Kevin Ratcliffe - Carl Robinson | - Mickey Thomas - Rod Thomas - Terry Yorath |

### Lotul actual
Lotul de jucători pentru Campionatul Mondial de Fotbal 2022.
Meciuri și goluri actualizate pe 25 septembrie 2022.
| Nr. | Poz. | Jucător               | Data nașterii (vârsta)         | Selecții | Goluri | Club               |
| --- | ---- | --------------------- | ------------------------------ | -------- | ------ | ------------------ |
| 1   | P    | Wayne Hennessey       | 24 ianuarie 1987 (38 de ani)   | 106      | 0      | Nottingham Forest  |
| 12  | P    | Danny Ward            | 22 iunie 1993 (31 de ani)      | 26       | 0      | Leicester City     |
| 21  | P    | Adam Davies           | 17 iulie 1992 (32 de ani)      | 4        | 0      | Sheffield United   |
|     |      |                       |                                |          |        |                    |
| 2   | F    | Chris Gunter          | 21 iulie 1989 (35 de ani)      | 109      | 0      | AFC Wimbledon      |
| 3   | F    | Neco Williams         | 13 aprilie 2001 (23 de ani)    | 23       | 2      | Nottingham Forest  |
| 4   | F    | Ben Davies            | 24 aprilie 1993 (31 de ani)    | 74       | 1      | Tottenham Hotspur  |
| 5   | F    | Chris Mepham          | 5 noiembrie 1997 (27 de ani)   | 33       | 0      | Bournemouth        |
| 6   | F    | Joe Rodon             | 22 octombrie 1997 (27 de ani)  | 30       | 0      | Rennes             |
| 14  | F    | Connor Roberts        | 23 septembrie 1995 (29 de ani) | 41       | 3      | Burnley            |
| 15  | F    | Ethan Ampadu          | 14 septembrie 2000 (24 de ani) | 37       | 0      | Spezia             |
| 17  | F    | Tom Lockyer           | 3 decembrie 1994 (30 de ani)   | 14       | 0      | Luton Town         |
| 24  | F    | Ben Cabango           | 30 mai 2000 (24 de ani)        | 5        | 0      | Swansea City       |
|     |      |                       |                                |          |        |                    |
| 7   | M    | Joe Allen             | 14 martie 1990 (35 de ani)     | 72       | 2      | Swansea City       |
| 8   | M    | Harry Wilson          | 22 martie 1997 (28 de ani)     | 39       | 5      | Fulham             |
| 10  | M    | Aaron Ramsey          | 26 decembrie 1990 (34 de ani)  | 75       | 20     | Nice               |
| 16  | M    | Joe Morrell           | 3 ianuarie 1997 (28 de ani)    | 30       | 0      | Portsmouth         |
| 18  | M    | Jonny Williams        | 9 octombrie 1993 (31 de ani)   | 33       | 2      | Swindon Town       |
| 22  | M    | Sorba Thomas          | 25 ianuarie 1999 (26 de ani)   | 6        | 0      | Huddersfield Town  |
| 23  | M    | Dylan Levitt          | 17 noiembrie 2000 (24 de ani)  | 13       | 0      | Dundee United      |
| 25  | M    | Rubin Colwill         | 27 aprilie 2002 (22 de ani)    | 7        | 1      | Cardiff City       |
| 26  | M    | Matthew Smith         | 22 noiembrie 1999 (25 de ani)  | 19       | 0      | Milton Keynes Dons |
|     |      |                       |                                |          |        |                    |
| 9   | A    | Brennan Johnson       | 23 mai 2001 (23 de ani)        | 15       | 2      | Nottingham Forest  |
| 11  | A    | Gareth Bale (căpitan) | 16 iulie 1989 (35 de ani)      | 108      | 40     | Los Angeles        |
| 13  | A    | Kieffer Moore         | 8 august 1992 (32 de ani)      | 28       | 9      | Bournemouth        |
| 19  | A    | Mark Harris           | 29 decembrie 1998 (26 de ani)  | 5        | 0      | Cardiff City       |
| 20  | A    | Daniel James          | 10 noiembrie 1997 (27 de ani)  | 38       | 5      | Fulham             |

### Cei mai selecționați jucători
Din 10 octombrie 2017 jucători cu cele mai multe selecți cu Țara Galilor sunt: (jucătorii activi sunt scriși cu îngroșat):
| #           | Nume             | Perioadă  | Selecții | Goluri |
| ----------- | ---------------- | --------- | -------- | ------ |
| 1           | Neville Southall | 1982–1997 | 92       | 0      |
| 2           | Gary Speed       | 1990–2004 | 85       | 7      |
| 3           | Chris Gunter     | 2007–     | 83       | 0      |
| 4           | Craig Bellamy    | 1998–2013 | 78       | 19     |
| 5           | Dean Saunders    | 1986–2001 | 75       | 22     |
| 5           | Joe Ledley       | 2007-     | 75       | 4      |
| 5           | Ashley Williams  | 2007-     | 75       | 2      |
| 8           | Peter Nicholas   | 1979–1991 | 73       | 2      |
| 8           | Ian Rush         | 1980–1996 | 73       | 28     |
| 10          | Wayne Hennessey  | 2007–     | 72       | 0      |
| Mark Hughes | 1984–1999        | 72        | 16       |        |
| Joey Jones  | 1975–1986        | 72        | 1        |        |

### Golgeteri
Din 10 octombrie 2017 (jucătorii activi sunt scriși cu îngroșat):
| #  | Nume            | Goluri | Selecții | Media |
| -- | --------------- | ------ | -------- | ----- |
| 1  | Ian Rush        | 28     | 73       | 0.38  |
| 2  | Gareth Bale     | 26     | 68       | 0.39  |
| 3  | Trevor Ford     | 23     | 38       | 0.61  |
| 3  | Ivor Allchurch  | 23     | 68       | 0.34  |
| 5  | Dean Saunders   | 22     | 75       | 0.29  |
| 6  | Craig Bellamy   | 19     | 78       | 0.24  |
| 7  | Robert Earnshaw | 16     | 58       | 0.28  |
| 7  | Cliff Jones     | 16     | 59       | 0.27  |
| 7  | Mark Hughes     | 16     | 72       | 0.22  |
| 10 | John Charles    | 15     | 38       | 0.39  |

## Antrenori
| Nume           | Carieră                         |
| -------------- | ------------------------------- |
| Walley Barnes  | 1954–1955                       |
| Jimmy Murphy   | 1956–1964                       |
| Dave Bowen     | 1964–1974                       |
| Ronnie Burgess | 1965 (interimar pentru un meci) |
| Mike Smith     | 1974–1979                       |
| Mike England   | 1979–1987                       |
| David Williams | 1988 (interimar pentru un meci) |
| Terry Yorath   | 1988–1993                       |
| John Toshack   | 1994                            |
| Mike Smith     | 1994–1995                       |
| Bobby Gould    | 1995–1999                       |
| Mark Hughes    | 1999–2004                       |
| John Toshack   | 2004–2010                       |
| Brian Flynn    | 2010                            |
| Gary Speed     | 2010–2011                       |
| Chris Coleman  | 2012–2017                       |
| Ryan Giggs     | 2018–2022                       |
| Robert Page    | 2022–2024                       |
| Craig Bellamy  | 2024–                           |

### Stafful actual
- Selecționer: Craig Bellamy
- Antrenori secunzi: Jon Grey, Alan Knill, Chris Gunter
- Antrenor cu portarii: Tony Roberts
- Doctor: Jon Houghton
- Fizioterapeuți: Sean Connelly, Chris Senior, Paul Harris
- Maseur: David Rowe